# Шесть йог Наропы
Шесть йог Наропы или Шаданга-йога-надапада (санскр. षडङ्ग योग नाडपाद ṣaḍaṅga yoga nāḍapāda; «Шестиконечная йога Надапады») — система практик, впервые объединённых Таликой (санскр. तालिका Talika; один из 84 махасиддх, также известный как Тилопада или Тилопа),  но распространившихся под именем его ученика Надапады (или Наропы).
Во времена расцвета тантрического буддизма в Индии существовали сотни систем буддийской тантры, большинство из которых относилось к высшему классу ануттара йога тантры. Видимо изначально, каждая тантра представляла собой законченный метод для достижения пробуждения, однако позднее йогины-махасиддхи стали комбинировать методы из различных тантр, для достижения наибольшей эффективности, что и привело к появлению таких систем как Шесть Йог Наропы, Шесть йог Сукхасиддхи и др. Говорится, что йога туммо и йога кармамудры, которая имеет дело с сексуальными практиками исходят из Хеваджра-тантры, йога иллюзорного тела — из Гухьясамаджа-тантры, йога ясного света — из Чакрасамвара-тантры, йога сновидений — из Махамайя-тантры, а две йоги — переноса ума и переселения сознания — произошли из Шри Чатухпитха-тантры.
Впервые Шесть Йог объединил в единую систему йогин-махасиддха Тилопа. Согласно Тилопе, передача йоги Внутреннего Тепла идет от Сиддхи Чарьи, Иллюзорное Тело и Ясный Свет — от Нагарджуны, Йога Сна — от Лавапы, Перенос Сознания и Промежуточное Состояние — от Сукхасиддхи. Этот комплекс Тилопа передал своему ближайшему ученику — Наропе.
Хотя практики, включённые в этот комплекс, впервые были введены в обращение не Наропой, они стали известны под его именем, так как именно его авторству принадлежит первое более-менее подробное письменное руководства по этим йогам — «Наставление по шести учениям» (санскр. Шаддхармопадеша). Хотя в этом сочинении была принята иная классификация этих йог, широко распространился следующий перечень:
1. йога внутреннего тепла (санскр. Чандали-Йога, тиб. gtum mo), базовая практика Шести Йог Наропы, в которой преобразуются привычные тенденции к жадности и привязанности и углубляется мудрость союза блаженства и пустоты (шуньята). В йоге внутреннего тепла применяется концентрация на энергетическом центре, находящемся в области пупка;
2. йога ясного света (санскр. Прабхасвара-Йога, тиб. 'od gsal), в которой концентрация на энергетическом центре, находящемся в области сердца, применяется для тренировки осознавания в фазе глубокого сна. Медитирующий практикует, пока не достигает состояния сияющей ясности, в котором все проявления видятся как игра ясности и пустоты (шуньята).
3. йога сновидений (санскр. Свапнадаршана-Йога, тиб. mi lam), позволяющая сохранять осознание на стадии сна со сновидениями. Здесь применяется концентрация на энергетическом центре, находящемся в области горла;
4. йога иллюзорного тела (санскр. Майядэха-Йога, тиб. Гьюлу), посредством которой медитирующий учится видеть все проявления ума в состоянии бодрствования как иллюзорное тело Йидама. Применяется концентрация на энергетическском центре, находящемся в области лба;
5. йога промежуточного состояния (санскр. Антарабхава-Йога, тиб. бардо), используемая для узнавания неразделимости ясности и пустоты (шуньята) в промежуточном состоянии между смертью одного тела и зачатием следующего;
6. йога переноса сознания (санскр. Самкранти-Йога, тиб. pho ba), позволяющая использовать процесс умирания физического тела для достижения Просветления;

Основа, путь и цель этих йог — Махамудра.
Эти шесть упражнений предназначены для того, чтобы практикующий научился сохранять ясность сознания всегда, в каком бы состоянии ни находились тело и ум, в частности бодрствование, сон со сновидениями, глубокий сон, медитация, умирание и период между смертью тела и зачатием следующего. Через ученика Наропы Марпу Шесть Йог были принесены в Тибет и широко распространились в буддийских школах «традиции нового перевода» — сакья, кагью и гелуг